# Filip Mladenović
Filip Mladenović, född 15 augusti 1991, är en serbisk fotbollsspelare som spelar för Panathinaikos.

## Klubbkarriär
I juli 2020 värvades Mladenović av polska Legia Warszawa, där han skrev på ett treårskontrakt. Den 12 juni 2023 värvades Mladenović av grekiska Panathinaikos, där han skrev på ett tvåårskontrakt.

## Landslagskarriär
Mladenović debuterade för Serbiens landslag den 31 maj 2012 i en 2–0-förlust mot Frankrike. I november 2022 blev han uttagen i Serbiens trupp till VM 2022.